# Sorry (Grace Jones)
 Sorry è il terzo singolo della cantante giamaicana Grace Jones (il secondo pubblicato globalmente).

## Descrizione
Il brano, scritto dalla stessa Jones e da Pierre Papadiamondis, fu pubblicato per l'etichetta Orfeus in Francia e per la Beam Junction negli Stati Uniti.
Sul lato B era presente il brano That’s the Trouble, che è stato poi rilasciato in Francia, Canada, Germania, Italia, Regno Unito, Olanda, Brasile e Giappone come A-side. In altri territori il singolo è uscito come doppio lato A.
Entrambe le canzoni sono state successivamente inserite nelle loro versioni edit, nell'album di debutto Porfolio, con That’s the Trouble presente nella versione remix del 1977.
Sia la versione originale singola che quella strumentale di That’s the Trouble rimangono a tutt'oggi inedite in CD. Le versioni estese di entrambi i brani sono state pubblicate nel cofanetto antologico Disco..

## Tracce

### "Sorry"
- 7" single (1976)

A. "Sorry" – 3:58
B. "That's the Trouble" – 3:30
- 12" single (1976)

A. "Sorry" – 6:42
B. "That's the Trouble" – 7:02

### "That's the Trouble"
- 12" single (1976)

A. "That's the Trouble" – 7:02
B. "Sorry" – 6:43
- 7" single (1977)

A. "That's the Trouble" – 3:36
B. "Sorry" – 4:00
- 7" single (1984)

A. "That's the Trouble New Mix" – 3:45
B. "Sorry" – 3:58